# John James Abert
John James Abert (Shepherdstown, 1788 – Washington, 1863) è stato un militare ed esploratore statunitense.
Guidò il Corpo degli Ingegneri Topografici per 32 anni, durante i quali organizzò la mappatura dell'Ovest americano.

## Biografia
Abert nacque nel 1788 a Shepherdstown (Virginia Occidentale) e si laureò a West Point nel 1811. Dopo aver lasciato West Point, sposò Ellen Matlack Stretch. Nel 1814 rientrò nell'esercito nel Corpo degli Ingegneri Topografici, del quale in seguito avrebbe fatto parte anche il figlio James William, nato nel 1820. Nel 1829 venne promosso alla guida del Corpo; sotto la sua guida gli ufficiali del Corpo esplorarono e mapparono le terre a ovest del fiume Mississippi. Nel 1845 venne eletto Membro Associato dell'Accademia Americana di Arti e Scienze.
La Abert Rim, nell'Oregon, prende da lui il nome, così come lo scoiattolo di Abert.
Alla sua morte la salma venne tumulata nel Rock Creek Cemetery di Washington.